# Steffen Rasmussen (Badminton)
Steffen Rasmussen (* 15. April 1991) ist ein dänischer Badmintonspieler. 

## Karriere
Steffen Rasmussen wurde 2007 Jugendeuropameister mit dem dänischen Team. 2008 nahm er an den Badminton-Juniorenweltmeisterschaften teil und belegte dort Rang fünf im Herrendoppel. Bei den Turkey International 2009 wurde er Dritter im Herreneinzel. Auch bei den Hungarian International 2012 und den Croatian International 2013 belegte er Rang drei in dieser Disziplin. Bei den Finnish International 2015 gewann er das Herreneinzel.